# Otwarty Schron
Otwarty Schron – jaskinia, a właściwie schronisko, w Dolinie Kościeliskiej w Tatrach Zachodnich. Ma dwa otwory wejściowe położone w żlebie Żeleźniak na wysokościach 1315 i 1322 m n.p.m. Długość jaskini wynosi 17 metrów, a jej deniwelacja 7 metrów.

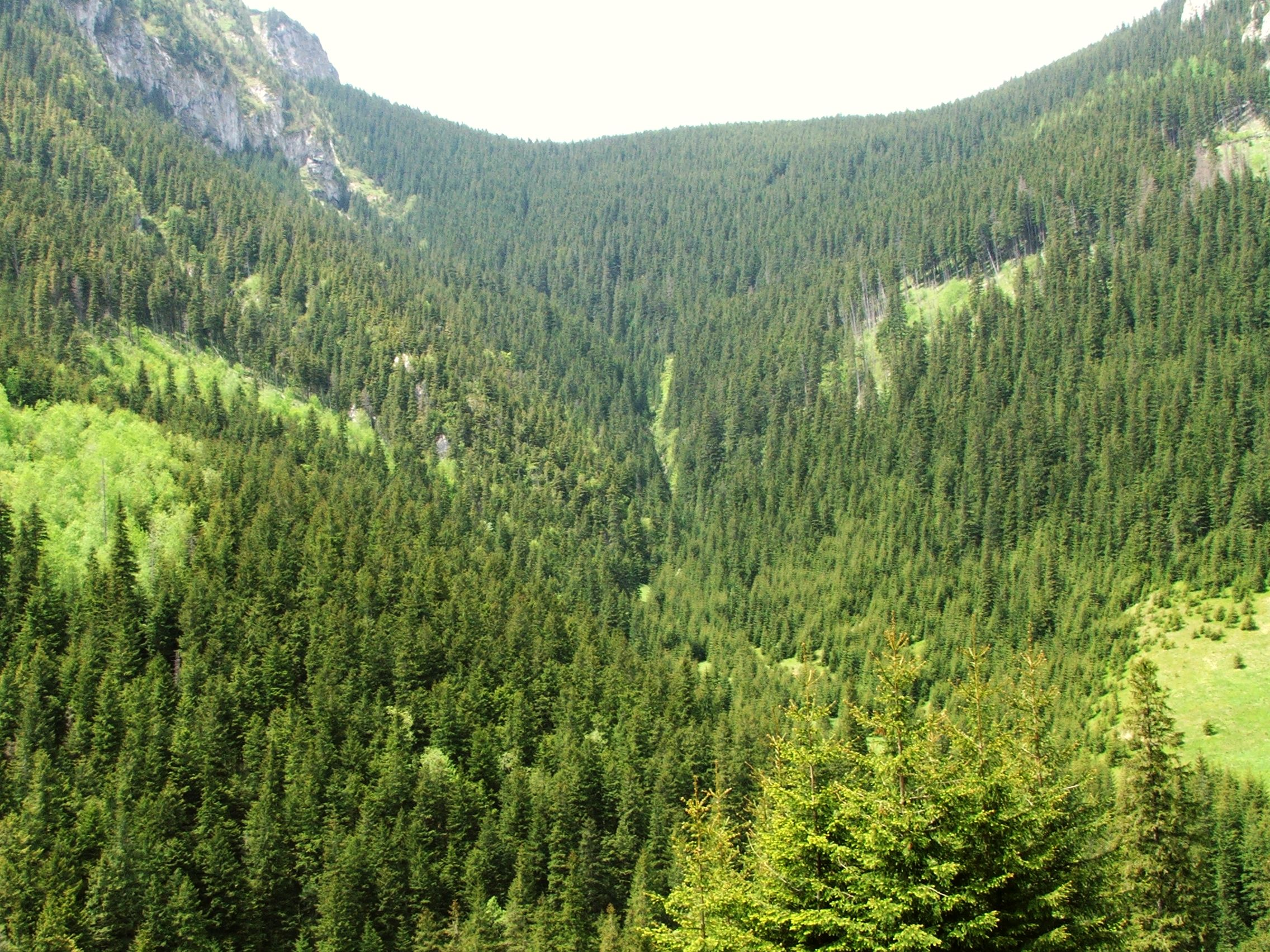
Żleb Żeleźniak widziany z Hali Pisanej

## Opis jaskini
Jaskinię tworzy duża nyża, początkowo bez stropu, przechodząca po kilku metrach w korytarz zamknięty u góry. W pobliżu znajduje się inna niewielka nyża łącząca się z jaskinią przez ciasny 3-metrowy kominek.

## Przyroda
W jaskini można spotkać nacieki grzybkowe. Ściany są suche, rosną na nich mchy i porosty.

## Historia odkryć
Jaskinia była znana od dawna. Jej pierwszy plan i opis sporządziła I. Luty przy pomocy J. Iwanickiego w 1979 roku.